# Ständiges Schiedsgericht für Vereine und Kapitalgesellschaften der Lizenzligen
Das ständige Schiedsgericht für Vereine und Kapitalgesellschaften der Lizenzligen (Kurzform: ständiges Schiedsgericht) ist ein Schiedsgericht im Bereich des Profifußballs zwischen der DFL Deutsche Fußball Liga (im Folgenden: Ligaverband), dessen GmbH-Tochter DFL und dem DFB einerseits sowie den Clubs der Bundesliga bzw. 2. Bundesliga andererseits. Das ständige Schiedsgericht entscheidet unter anderem über Streitigkeiten, die die Zulassung zu den beiden Bundesligen betreffen, sowie über Vereinssanktionen von Seiten des DFB. Das ständige Schiedsgericht kann erst dann von einer Partei angerufen werden, wenn durch ein (Rechts-)Organ des Ligaverbandes, der DFL oder des DFB (etwa durch das DFB-Sportgericht oder das DFB-Bundesgericht) bereits eine endgültige Entscheidung erlassen wurde.
Amtierender Vorsitzender des ständigen Schiedsgerichts ist seit 2008 der ehemalige Rechtsprofessor und Richter des Bundesverfassungsgerichts Udo Steiner. Sein ständiger Vertreter ist der emeritierte Rechtsprofessor Klaus Vieweg.

## Stellung

### Rechtsgrundlage
Nach § 13 der Satzung des Ligaverbands werden Streitigkeiten zwischen dem Ligaverband und seinen Mitgliedern, die sich „aus dem Mitgliedschaftsverhältnis oder besonderen Zuständigkeiten“ ergeben, „nach Ausschöpfung des verbandsinternen Instanzenzuges in Ersetzung des ordentlichen Rechtsweges durch ein neutrales Ständiges Schiedsgericht“ entschieden. Hierzu sind Schiedsgerichtsverträge zu schließen, deren Abschluss in § 4 Nr. 6 der Lizenzierungsordnung des Ligaverbands auch ausdrücklich zur Voraussetzung der Teilnahme an den Lizenzligen gemacht wird. In rechtstechnischer Hinsicht wird der Schiedsgerichtsvertrag (im Folgenden: SGV) also vor Beginn jeder Spielzeit aufs Neue geschlossen, um die erforderliche Lizenz für die betreffende Spielzeit in der Bundesliga bzw. 2. Bundesliga zu erhalten.

### Rechtsstellung als echtes Schiedsgericht
Das ständige Schiedsgericht ist als so genanntes echtes Schiedsgericht im Sinne der §§ 1024 ff. der Zivilprozessordnung (ZPO) konzipiert. Das Oberlandesgericht Frankfurt am Main hat diese Stellung in der Vergangenheit bestätigt. Im Fall des – in mancherlei Hinsicht ähnlich konstruierten – ständigen Schiedsgerichts für die 3. Liga entschied 2021 auch der Bundesgerichtshof, dass es sich um ein echtes Schiedsgericht handelt.
Im Gegensatz zu Vereins- oder Verbandsgerichten wie dem DFB-Sportgericht hat der Schiedsspruch eines echten Schiedsgerichts unter den Parteien die Wirkungen eines rechtskräftigen gerichtlichen Urteils (§ 1055 ZPO; so auch ausdrücklich § 8 Abs. IV SGV) und kann nur unter sehr engen Voraussetzungen vor den ordentlichen Gerichten angegriffen werden (§ 1059 Abs. 2 ZPO). Insbesondere findet durch die ordentlichen Gerichte keine umfassende inhaltliche Nachprüfung der Entscheidung statt (Verbot der révision au fond). Im Gegenzug ist die Stellung als echtes Schiedsgericht an eine Reihe von Pflichten geknüpft, wie vor allem die Pflicht zur organisatorischen Unabhängigkeit sowie die Pflicht zur Sicherstellung der Unparteilichkeit. Letztere gebietet etwa auch den paritätischen Einfluss der Streitparteien auf die Besetzung des Schiedsgerichts.
Zuständig für die gerichtliche Kontrolle der Entscheidungen des ständigen Schiedsgerichts nach § 1062 Abs. 1 ZPO – also etwa für Anträge auf Aufhebung von Schiedssprüchen oder Streitigkeiten über die Bestellung von Schiedsrichtern – ist das Oberlandesgericht Frankfurt am Main (§ 11 SGV).

## Aufgaben
Das ständige Schiedsgericht entscheidet über „sämtliche Streitigkeiten“ zwischen Ligaverband, DFL GmbH und/oder DFB – einzeln oder als Streitgenossen – einerseits und einem Club andererseits (§ 1 Abs. I SGV). Dies betrifft beispielsweise Streitigkeiten über die (Nicht)zulassung des Clubs für eine Lizenzliga oder den Entzug oder die Begrenzung einer erteilten Lizenz. Auch entscheidet das ständige Schiedsgericht in Streitigkeiten über Sanktionen von Organen des Ligaverbands oder des DFB gegenüber dem Club. Es ist ferner befugt, unbillige Vertragsstrafen durch den Ligaverband nach billigem Ermessen herabzusetzen (§ 1 Abs. II SGV).
Voraussetzung der Anrufung des ständigen Schiedsgerichts ist, dass zuvor bereits eine endgültige Entscheidung eines zuständigen Organs des Ligaverbands, der DFL GmbH oder des DFB (oder eines seiner Rechtsorgane) erwirkt wurde (§ 2 Abs. I SGV). Im Fall einer Streitigkeit über den Ausschluss vom DFB-Pokal würde dies also beispielsweise bedeuten, dass zunächst das DFB-Sportgericht anzurufen ist (§§ 39, 42 DFB-Satzung). Rechtsmittelinstanz gegen dessen Entscheidung ist das DFB-Bundesgericht (§§ 40, 43 DFB-Satzung). Damit ist der verbandsinterne Instanzenzug ausgeschöpft. Nach der Entscheidung des DFB-Bundesgerichts kann sodann das ständige Schiedsgericht angerufen werden.

## Organisation und Verfahren

### Besetzung und Verfahrensordnung
Das ständige Schiedsgericht entscheidet jeweils in der Besetzung mit einem Vorsitzenden und zwei Beisitzern, wobei jeder Schiedsrichter die Befähigung zum Richteramt besitzen und unparteilich und unabhängig sein muss (§ 3 Abs. I SGV). Dabei wird der Vorsitzende (und sein ständiger Vertreter) durch die Mitgliederversammlung des Ligaverbands, der DFL GmbH und dem DFB einvernehmlich für drei Jahre benannt (§ 3 Abs. II SGV). Er bildet das „ständige“ Element des Schiedsgerichts. Die Beisitzer werden hingegen von Fall zu Fall neu bestimmt, wobei die beiden Streitparteien jeweils einen Beisitzer ihrer Wahl benennen dürfen (§ 3 Abs. III SGV). Über die Ablehnung eines Schiedsrichters entscheidet das ständige Schiedsgericht selbst durch nicht anfechtbaren Beschluss (§ 3 Abs. VIII SGV).
Verhandlungen vor dem ständigen Schiedsgericht unterliegen den zivilprozessualen Vorschriften für das schiedsrichterliche Verfahren (§ 6 Abs. I SGV). Verfahren können – unter Gewährleistung des rechtlichen Gehörs – auch nur schriftlich geführt werden (§ 6 Abs. II SGV). Kommt es zu einer mündlichen Verhandlung, so ist diese grundsätzlich nicht öffentlich, „es sei denn, eine Partei hat eine öffentliche Anhörung beantragt“.

### Vorläufiger Rechtsschutz
Das ständige Schiedsgericht kann befristete einstweilige Anordnungen treffen, und zwar nicht nur in Verfahren, die bei ihm anhängig sind, sondern bereits dann, wenn unter den Parteien des Schiedsgerichtsvertrages „eine Streitigkeit entsteht, für deren endgültige Entscheidung das Ständige Schiedsgericht zuständig ist“ (§ 7 Abs. I SGV). Einstweilige Anordnungen können ergehen, wenn „glaubhaft gemacht wird, dass eine solche Anordnung zur Vermeidung wesentlicher Beeinträchtigungen der Rechte der Partei oder zur Verhinderung wesentlicher Nachteile für die Partei erforderlich ist“. Bei besonderer Dringlichkeit kann der Vorsitzende die begehrte einstweilige Anordnung auch selbst erlassen (§ 7 Abs. VI SGV).

### Kosten
Das Verfahren ist kostenpflichtig. Die Kosten für die Geschäftsstelle des ständigen Schiedsgerichts trägt die unterlegene Partei, die sonstigen Kosten (wie Schiedsrichtervergütung, Auslagen und die Kosten für die zweckentsprechende Rechtsverteidigung) trägt „grundsätzlich“ die unterlegene Partei, wobei das Schiedsgericht über die Kostenteilung entscheidet bzw. die Kosten gegeneinander aufhebt (§ 9 Abs. I und II SGV).

## Entscheidungen

### 50+1-Regel
Die Hannover 96 GmbH & Co. KGaA klagte, vertreten durch ihren Geschäftsführer Martin Kind, im Jahr 2011 vor dem ständigen Schiedsgericht wegen der sogenannten 50+1-Regel gegen den Ligaverband. Nach einer Klageänderung richtete sich die Klage später allerdings nur noch gegen eine Stichtagsregelung in der Satzung des Ligaverbands, wonach der Ligaverbands-Vorstand „in Fällen, in denen ein Wirtschaftsunternehmen seit mehr als zwanzig Jahren vor dem 1.1.1999 den Fußballsport des Muttervereins ununterbrochen und erheblich gefördert hat“, Ausnahmen vom Erfordernis der mehrheitlichen Beteiligung des Muttervereins zulassen durfte („Lex Leverkusen und Wolfsburg“). Das ständige Schiedsgericht sah in der dort enthaltenen zeitlichen Beschränkung („vor dem 1.1.1999“) einen Verstoß gegen das vereinsrechtliche Gleichbehandlungsgebot und erklärte die Regelung für nichtig.
Im Rahmen der Ausführungen zur Kostentragung erklärte das Schiedsgericht als Ergebnis seiner summarischen Prüfung des Ausgangsklageantrags ferner, dass die 50+1-Regel an sich aus seiner Sicht wohl europarechtlich zulässig sei. Die europarechtliche Argumentation des ständigen Schiedsgerichts und insbesondere auch spätere öffentliche Äußerungen ihres Vorsitzenden waren Gegenstand der Kritik. So wurde Udo Steiner in der Frankfurter Allgemeinen Zeitung mit der im Rahmen eines Vortrags zur 50+1-Regel getroffenen Aussage zitiert, das ständige Schiedsgericht sei befugt, das Gemeinschaftsrecht eigenständig auszulegen und anzuwenden; der Europäische Gerichtshof habe kein Auslegungsmonopol. Michael Ashelm sah in der FAZ in dieser Haltung die Gefahr der Entwertung von Entscheidungen des ständigen Schiedsgerichts. Im juristischen Schrifttum kritisierte Peter W. Heermann, derartige Äußerungen seien „sicherlich nicht geeignet, die verbreiteten Vorbehalte des wissenschaftlichen Schrifttums“ gegenüber Sportschiedsgerichten abzubauen und setzten das ständige Schiedsgericht überdies dem Risiko von Ordre-public-Einwänden aus.
2018 kam es zu einer erneuten Anrufung des Gerichts in Sachen 50+1-Regel, nachdem Martin Kinds Antrag auf Erteilung einer Ausnahmegenehmigung von der Regel vom DFL-Präsidium abgelehnt wurde. Später nahm Kind die Klage allerdings zurück.

### Ausschluss von Dynamo Dresden vom DFB-Pokal
Nach massiven Ausschreitungen von Anhängern von Dynamo Dresden im Zweitrundenspiel des DFB-Pokals gegen Hannover 96 am 31. Oktober 2012 wurde der Verein durch das DFB-Sportgericht wegen fortgesetzten unsportlichen Verhaltens seiner Anhänger auf Grundlage der Rechts- und Verfahrensordnung des DFB sowie der DFB-Satzung vom DFB-Pokal 2013/14 ausgeschlossen. Ein Verschulden des Vereins wurde dabei ausdrücklich nicht festgestellt. Das DFB-Bundesgericht wies die gegen diese Entscheidung gerichtete Berufung zurück. Die von Dynamo Dresden erhobene Klage zum ständigen Schiedsgericht wurde mit Schiedsspruch vom 14. Mai 2013 abgewiesen. In einer Pressemitteilung des DFB wurde der Vorsitzende des Schiedsgerichts nach Ergehen des Schiedsspruchs mit der Aussage zitiert, die Vorschrift der Rechts- und Verfahrensordnung des DFB, die das schuldhafte Verhalten der Anhänger dem Verein zurechnet, sei rechtlich nicht zu beanstanden, soweit die Vorschrift Grundlage für Maßnahmen des Verbandes ist, bei denen der präventive Charakter überwiegt oder dominiert. Dies sei bei dem Ausschluss von Dynamo Dresden der Fall gewesen.
In der Folge beantragte Dynamo Dresden vor dem Oberlandesgericht Frankfurt am Main den Erlass einer einstweiligen Verfügung mit dem Ziel, zur Auslosung der ersten Hauptrunde zugelassen zu werden. Der Verein argumentierte, die Entscheidung des ständigen Schiedsgerichts verstoße gegen den ordre public und kündigte seine Absicht an, im Hauptsacheverfahren die Aufhebung des Schiedsspruchs zu beantragen. Das OLG lehnte den Antrag mit Beschluss vom 13. Juni 2013 ab. Die Kammer führte aus, sie halte es für unzulässig, in einem nach Abschluss des Schiedsverfahrens eingeleiteten einstweiligen Verfügungsverfahren den zugrunde liegenden materiellen Anspruch bzw. das streitige Rechtsverhältnis einer (nochmaligen) uneingeschränkten Prüfung zu unterziehen. Schließlich sei dies wegen der eingeschränkten Kontrolle von Schiedssprüchen durch ordentliche Gerichte (§ 1059 Abs. 2 ZPO) auch im Aufhebungsverfahren nicht möglich. In diesem Zusammenhang bestätigte das Gericht auch den Status des ständigen Schiedsgerichts als echtes Schiedsgericht. 

### Lizenzentzug MSV Duisburg
Dem MSV Duisburg war am 29. Mai 2013 vom Lizenzierungsausschuss des Ligaverbandes die Lizenz für die Zweitligasaison 2013/14 wegen des fehlenden Nachweises über die wirtschaftliche Leistungsfähigkeit endgültig verweigert worden. Das vom MSV angerufene ständige Schiedsgericht bestätigte am 19. Juni 2013 den Lizenzentzug. Damit blieb der eigentlich sportlich als Siebzehnter der Tabelle abgestiegene SV Sandhausen auch in der Saison 2013/14 in der 2. Bundesliga.

## Abgrenzung
Das ständige Schiedsgericht für Vereine und Kapitalgesellschaften der Lizenzligen ist abzugrenzen von einer Reihe anderer (ständiger und nicht ständiger) Schiedsgerichte im deutschen Fußball, namentlich etwa:
- dem ständigen Schiedsgericht für die Vereine und Kapitalgesellschaften der Frauen-Bundesligen (Rechtsgrundlage: § 22 DFB-Statut für die Frauen-Bundesliga und die 2. Frauen-Bundesliga [Stand: 01.01.2025]);
- dem ständigen Schiedsgericht für Lizenzspieler (§ 19 Nr. 3 Lizenzordnung Spieler [Stand: 01.07.2024] in Verbindung mit einem Schiedsgerichtsvertrag zwischen dem Spieler einerseits und Ligaverband, DFL und DFB andererseits);
- dem ständigen Schiedsgericht für die Vereine und Kapitalgesellschaften der 3. Liga (§ 18 Statut 3. Liga [Stand: 01.01.2025] in Verbindung mit einem Schiedsgerichtsvertrag zwischen dem Teilnehmer und dem DFB);
- den ständigen Schiedsgerichten für die Vereine der Regionalliga (zum Beispiel § 32 Regionalligaordnung Bayern [Stand: 30.01.2025] in Verbindung mit einem Schiedsgerichtsvertrag zwischen dem Verein und dem Bayerischen Fußball-Verband);
- dem (ad hoc zu bildenden) Schiedsgericht für die Mannschaften der DFB-Nachwuchsligen (A- und B-Junioren) (§§ 23 Nr. 2, 31 Nr. 1 DFB-Jugendordnung [Stand: 01.01.2025] in Verbindung mit einem Schiedsgerichtsvertrag zwischen der Mannschaft und dem DFB);
- dem (ad hoc zu bildenden) Schiedsgericht für Trainer (mit Pro-, A-, A+-, Torwart-A-, Torwart-B-, Futsal-B- und B+-, Trainer-B- und Trainer-C-Lizenzen) (§§ 13 Nr. 5, 26 Nr. 5 Ausbildungsordnung [Stand: 01.01.2025] in Verbindung mit einem Schiedsgerichtsvertrag zwischen dem Trainer und dem DFB bzw. dem zuständigen Landesverband);
- dem (ad hoc zu bildenden) Schiedsgericht für Verbände (§§ 14 Nr. 5, 17 DFB-Satzung).